# Swietłana Pleskacz-Styrkina
Swietłana Pawłowna Pleskacz-Styrkina z domu Moszczenok (ros. Светлана Павловна Плескач-Стыркина (Мощенок), ur. 1 stycznia 1949 we wsi Kuncy w obwodzie mohylewskim Białoruskiej SRR) – rosyjska i radziecka lekkoatletka, biegaczka średniodystansowa, później trenerka lekkoatletyczna.
Jako Swietłana Moszczenok zdobyła brązowy medal w sztafecie szwedzkiej 1+2+3+4 okrążenia (w składzie: Ludmiła Gołomazowa, Olga Klein, Nadieżda Kolesnikowa i Moszczenok) na halowych mistrzostwach Europy w 1970 w Wiedniu.
Startując pod nazwiskiem Styrkina zajęła 5. miejsce w biegu na 800 metrów na igrzyskach olimpijskich w 1976 w Montrealu z czasem 1:56,44. Zajęła 4. miejsce w tej konkurencji na halowych mistrzostwach Europy w 1977 w San Sebastián. Była druga w sztafecie 4 × 400 metrów i trzecia w biegu na 800 metrów w finale Pucharu Europy w 1977 w Helsinkach. Zajęła 3. miejsce w biegu na 800 metrów w Pucharze Świata w 1977 w Düsseldorfie.
7 sierpnia 1976 w College Park podczas meczu lekkoatletycznego Stany Zjednoczone – Związek Radziecki ustanowiła rekord świata w sztafecie 4 × 440 jardów czasem 3:29,1 (sztafeta radziecka biegła w składzie: Styrkina, Inta Kļimoviča, Natalja Sokołowa i Nadieżda Iljina).
Styrkina była mistrzynią ZSRR w biegu na 800 metrów w 1977, wicemistrzynią na tym dystansie w 1976 oraz brązową medalistką w 1973 i 1978. W hali był mistrzynią w biegu na 800 metrów w 1977 i 1979 oraz wicemistrzynią na 800 metrów w 1976 i w biegu na 1000 metrów w 1973.
Rekordy życiowe Styrkiny:
- bieg na 800 metrów – 1:56,44 (26 lipca 1976, Montreal)
- bieg na 1000 metrów – 2:39,7 (26 września 1978, Jablonec nad Nysą)

Po zakończeniu kariery zawodniczej osiągnęła wiele sukcesów jako trenerka rosyjskich biegaczek. Jej podopiecznymi były m.in. Swietłana Mastierkowa, Swietłana Kitowa, Swietłana Kluka, Oksana Zbrożek i Tatjana Andrianowa.
W 1997 została odznaczona Orderem Przyjaźni.